# Vendetta Records
Vendetta Records ist ein 2001 gegründetes Schweizer Musiklabel und Mailorder mit Sitz in Bern. Es ist einerseits auf Black Metal sowie Doom Metal und Drone Doom spezialisiert und andererseits auf die stilistisch anders gelagerten Richtungen Screamo, Grindcore, Hardcore Punk und Post-Metal.
Die regionale Herkunft der veröffentlichten Bands streut geographisch vor allem quer durch Europa und Nordamerika, wobei es kleinere Häufungen an deutschen und amerikanischen Bands gibt.
Mit Stand zum Jahresende 2019 sind bei der Online-Datenbank Discogs etwas über 230 Veröffentlichungen hinterlegt – die erste im Jahr 2001.

## Veröffentlichungen (Auswahl)
| Gruppe                     | Titel                           | Jahr | Kommentar              |
| -------------------------- | ------------------------------- | ---- | ---------------------- |
| A Diadem of Dead Stars     | Kingdoms Bathed in Golden Light | 2016 |                        |
| The Austrasian Goat        | Paved Intentions                | 2012 |                        |
| Black Shape of Nexus       | Black Shape of Nexus            | 2007 |                        |
| Downfall of Nur            | Umbras E Forestas               | 2016 |                        |
| / Enth/Amarok              | Enth/Amarok                     | 2012 | Split-EP               |
| Funeral Diner              | Doors Open                      | 2007 | 12"-EP                 |
| Funerary                   | Starless Aeon                   | 2014 |                        |
| Hallowed Butchery          | Hymns Øv The Apøstate           | 2012 | MC, Kompilation        |
| Hewhocorrupts              | The Discographer                | 2007 | Wiederveröffentlichung |
| Ligfærd                    | Den Ildrøde Konge               | 2019 |                        |
| Nadja                      | Clinging to the Edge of the Sky | 2009 |                        |
| Old Graves                 | Long Shadows                    | 2016 |                        |
| Omega Massif / Mount Logan | Omega Massif / Mount Logan      | 2009 | Split-Album            |
| Scáth Na Déithe            | Pledge Nothing but Flesh        | 2019 |                        |
| Svffer                     | Empathist                       | 2015 |                        |
| Verheerer                  | Monolith                        | 2019 |                        |
| Whitehorse                 | Raised into Darkness            | 2014 |                        |